# ジョホール・バル駅
座標: 北緯1度27分40秒 東経103度45分55秒 / 北緯1.46111度 東経103.76528度
ジョホール・バル駅 (Johor Bahru Railway Station) は、マレーシアのジョホール州ジョホール・バルにあったマレー鉄道の駅。

## 概要
KTMインターシティの全列車が停車していた。
シンガポールとの国境駅であり、駅舎内待合室南側に出国審査場があり、当駅から乗車するシンガポール行きの旅客の出国審査が行われる。当駅以北からシンガポールに直通する列車に乗車中の旅客の出国審査は当駅停車中に当該列車の車内にて実施される。これ以外のシンガポールとの入出国に関しては、ウッドランズ・トレイン・チェックポイントの「かつての変則的な出入国取扱」を参照のこと。　
当駅の東側にJBセントラル駅が建設されたため、当駅は廃止された。

## 駅構造
相対式ホーム2面2線をもつ地上駅であり、駅舎は西側の上りホームに面していた。下りホームとは構内の跨線橋で結ばれていた。
駅舎内には、出札口、待合室、売店、出国審査場があった。

## 歴史
- 1909年7月1日 - 駅開業。（スガマッ - ジョホール・バル間開業にともなう。）
- 1923年9月17日 - ジョホール・バル - ウッドランズ間（ジョホール・シンガポール・コーズウェイ）開業。
- 2010年10月21日 - JBセントラル駅開業に伴い、営業を終了。